# 9º Encontro de Monções no Sertão
9º Encontro de monções no sertão é uma pintura de Oscar Pereira da Silva. Do gênero pintura histórica, retrata o encontro de dois canoões da Expedição Langsdorff, ocorrida entre 1825 e 1829. Baseada em desenho de Hercule Florence, a pintura foi encomendada por Afonso d'Escragnolle Taunay, que esteve à frente da diretoria do Museu Paulista entre 1917 e 1945.

## Descrição
A obra de Oscar Pereira da Silva, feita em óleo sobre tela em 1920, foi encomendada por Afonso Taunay, então diretor do Museu Paulista, e pertence ao Fundo Museu Paulista sob o número de inventário 1-19212-0000-0000. O quadro possui as seguintes medidas: 95,5 cm de altura e 173 cm de largura. Nas várias referências à obra, aparecem também os títulos Encontro de duas monções; Encontro de duas monções no rio Paraguai; Encontro de duas monções no sertão bruto.

## Análise
A tela retrata o desembarque de dois canoões da Expedição Langsdorff, realizada entre 1825 e 1829. Com amplo panorama do rio, a tela apresenta em primeiro plano muitas pessoas espalhadas à beira e uma pequena barraca à esquerda, onde um homem escreve, provavelmente registrando acontecimentos da viagem. À frente da composição, uma mulher cozinha em caldeirões suspensos em esteios de vara sobre o fogo, enquanto também à esquerda, um grupo de negros descansa e, mais ao longe, um pintor desenha uma grande ave pernalta empalhada. Ao centro, um grupo de homens brancos conversa e, à direita e ao fundo deles, vê-se as canoas com bandeiras brasileiras. A presença da bandeira brasileira chama a atenção, uma vez que no desenho de Florence em que baseou-se a composição de Oscar Pereira da Silva a bandeira presente nas canoas é russa. Este elemento diferenciador entre o desenho original e a tela indica uma interferência de Afonso Taunay, o encomendante da pintura. Sobre a matriz de Florence, Taunay descreve o quadro da seguinte maneira: "Outro dos mais interessantes desenhos de Florence é o Encontro de duas monções: a imperial russa de Langsdorff e uma brasileira. Traz muitos pormenores curiosos. Estão as praias cheias de caixas, sacos, fardos. À esquerda e ao fundo há um grupo de remeiros e camaradas. No plano principal destacam-se os naturalistas da missão Langsdorff a conversar com os passageiros de categorias que vem de Mato Grosso a S. Paulo. No primeiro plano um indivíduo esfola uma anta; outro, escama um grande peixe e uma mulher cozinha. À extrema esquerda um personagem desenha sentado numa rede e outro faz observações com um sextante; À popa dos canoões tremulam as nossas bandeiras imperiais e as da Rússia".
A imagem possui variadas matrizes feitas por Hercule Florence, todas com composições muito semelhantes. São elas: Hercule Florence. Encontro com uma monção imperial, década de 1820. Nanquim e grafite sobre papel, 41,4 x 51,3 cm. Coleção Cyrillo Hercule Florence;  Hercule Florence. Acampamento no rio Pardo, Coleção Cyrillo Hercule Florence; Hercule Florence. Halto de huma Monção do Sr. Langsdorff e de huma monção Imperial n'huma praia do Rio Paraguai, sem data. Nanquim sobre papel. 41 x 57,2 cm. Acervo Instituto Hercule Florence.

## Contexto

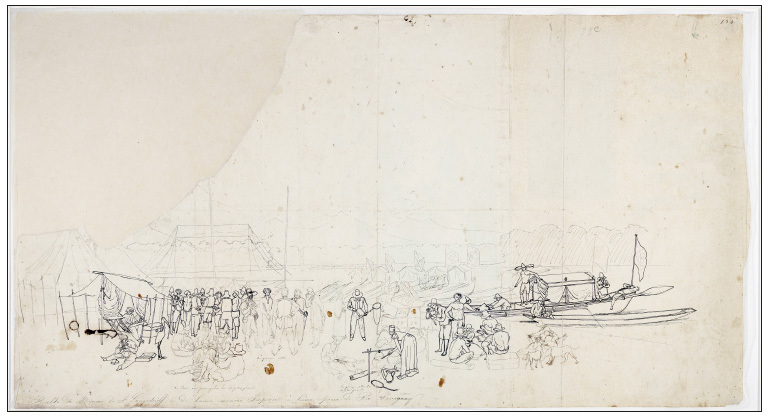
Halto de huma Monção do Sr. Langsdorff e de huma monção Imperial n`huma praia do Rio Paraguai, de H. Florence

A obra foi encomendada por Afonso Taunay para compor a sala A12, "Consagrada à antiga iconografia paulista", inaugurada em 1922. O projeto, encabeçado por Taunay, de articular a produção de telas baseadas em obras de Florence entre o final da década de 1910 e começo da década de 1920 visava a preparação do Museu Paulista para a celebração do 1º Centenário da Independência sob a construção de uma narrativa nacional centrada em São Paulo. Além de 9º Encontro de monções no sertão, Pereira da Silva compôs outras obras para o acervo do Museu Paulista durante a gestão de Taunay, como Carga de canoas, também baseada em desenho de Florence e Partida de Porto Feliz, baseada em desenho de Aimé-Adrien Taunay.O Museu Paulista também conta com a tela Partida da Monção, de José Ferraz de Almeida Júnior, que retrata exatamente o mesmo momento da expedição, o de embarque e partida de uma monção.